# Die Stadt und die Hunde
Die Stadt und die Hunde (spanisch La ciudad y los perros) ist der Titel des 1963 publizierten ersten Romans des peruanischen Schriftstellers Mario Vargas Llosa. Erzählt wird die Sozialisation 15-jähriger Kadetten in einer durch machismo-Machtstrukturen geprägten Gesellschaft in den 1950er Jahren in Lima. Die deutsche Übersetzung von Wolfgang A. Luchting erschien 1966.

## Inhalt

### Überblick
Die Haupthandlung erzählt vom Leben der ca. 15-jährigen Kadetten, die an der „Militärakademie Leoncio Prado“ in Lima nach dem Besuch der Klassen 3 bis 5 ihre Sekundarschulausbildung abschließen und zugleich das Reserveoffizierspatent erhalten. Die Familien entscheiden sich für das Militärgymnasium entweder als Vorbereitung auf eine Offizierslaufbahn oder aus Erziehungsgründen, um die Jungen in einer strengen Ordnung zu disziplinieren und, nach ihren Vorstellungen, auf ihre gesellschaftliche Männerrolle vorzubereiten. Doch in der abgeschlossenen Internatswelt mit strukturellen Machthierarchen herrschen, für alle sichtbar, harte Ordnungsstrafen für kleine Vergehen und Ausgangssperren durch die Offiziere und, im Verborgenen innerhalb der Klassen und Gruppen, brutale Männlichkeitsrituale und darauf basierende mafiöse Gruppenbildungen mit Mobbingschikanen. Im Kontrast zu diesen Auswüchsen steht das zivile Leben der Jugendlichen, wenn sie sich an den Wochenenden in der Stadt mit Freunden und Freundinnen treffen.
In diese Geschichte eingeblendet, wird, teilweise in Ich-Form, die Kindheit der Protagonisten Alberto, „Jaguar“, Ricardo und Teresa.

### Vorgeschichten
Die Jugendlichen wachsen in sozial unterschiedlichen, jedoch in allen Fällen konfliktbelasteten Familien-Verhältnissen auf.
- Alberto Fernández Temple ist der Sohn einer wohlhabenden Familie, die mit Personal in einem Villengebiet der Stadt wohnt. Wegen der Affären des Vaters leben die Eltern zeitweise getrennt und erhalten die Ehe nur formal aus gesellschaftlichen Gründen (Teil I, Kap. 1 und 3). Alberto verbringt seine Freizeit beim Fußballspiel oder Klettereien über die Klippen zum Strand. Später freundet er sich mit Mädchen seiner Gesellschaftsschicht an, die er im Club Terraza oder auf privaten Partys kennenlernt (I, 5). Als sein Vater mit seinem Zeugnis des von Padres geleiteten Colegio La Salle unzufrieden ist, weil es nicht dem Anspruch der Familientradition entspricht, ordnet er einen Wechsel des 13-Jährigen zur Militärakademie an. In der von Alberto wegen der sozial gemischten Schülerschaft als „Cholo-Schule“ bezeichneten Anstalt soll er drei Jahre lang durch Disziplin zum Lernen angehalten werden.
- Ricardo Aranas Familie ist aus Chiclayo, einer nordperuanischen Küstenstadt, nach Lima gezogen. Seine Mutter hat zwei Söhne aus verschiedenen Partnerschaften. Ricardos autoritärer Vater hat Angst, dass sein fleißiger, gehorsamer und sensibler Sohn durch die Nachsicht seiner Mutter verweichlicht wird, und gibt ihn gegen ihren Einspruch zur „Härtung“ in die Militärschule.
- „Jaguar“ wohnt als Kind zusammen mit seiner vom Vater verlassenen Mutter, Señora Domitila, in einem Außenbezirk Limas. Er versucht sich mit dem Nachbarmädchen Teresa schüchtern zu nähern, macht mit ihr gemeinsam Hausaufgaben und holt sie von ihrer Schule ab. Es entwickelt sich eine Freundschaft mit dem Austausch von Geschenken. Das Geld dafür leiht ihm großzügig Flaco Higueras, ein Freund seines Bruders. Als Jaguar eifersüchtig rivalisierende Jungen brutal verprügelt, reagiert Teresa empört. In dieser Zeit macht ihm Higueras den Vorschlag, für ihn zu arbeiten und etwas Geld zu verdienen. Higueras und seine Kumpane brechen in Villen ein und rauben sie aus. Der wendige Jaguar schlüpft durch kleine Öffnungen in die Häuser und öffnet für die anderen ein Fenster, dann steht er Schmiere. Dadurch kommt der 13-Jährige in kriminelle Kreise und in das Kneipen- und Prostituierten-Milieu und trennt sich von seiner Mutter, die sein Nachtleben ahnt und ihn vor dem Gefängnis warnt. Als er sie nach zwei Jahren wieder einmal besuchen will, ist sie bereits gestorben und Teresa ist mit ihrer Tante weggezogen. Jaguar arbeitet einige Zeit als Verkäufer im Geschäft seines Paten und überredet ihn dann, ihn für die Aufnahmeprüfung zur Militärakademie anzumelden.
- Teresa lebt bei ihrer Tante in Jaguars Nachbarschaft. Nach dem Tod des Vaters will ihre Mutter ein eigenes Leben führen und bringt die Tochter bei einer Tante unter. In der Haupthandlung arbeitet die 17-Jährige als Sekretärin und ist kurze Zeit mit dem Nachbarsjungen Ricardo Arana, dann mit Alberto befreundet.

### Militärakademie Leoncio Prado

#### Taufe
In der Kadettenschule gibt es die von den Offizieren stillschweigend geduldete Tradition, die neuen Schüler zu „taufen“, d. h. sie in einer als Mutprobe der Männlichkeit deklarierten einmonatigen Aktion als „Hunde“ zu behandeln, sie mit unappetitlichen Aufgaben, wie den Boden mit der Zunge zu reinigen oder Urin zu trinken, zu demütigen und bei angeblich unzufriedenstellender Ausführung zu schlagen und sie mit Drohungen daran zu hindern, die Übergriffe zu melden. So ergeht es auch den Hauptfiguren der ersten Abteilung: Boa, Rulos (Löckchen), Porfirio Cava, dem schwarzen Vallano, Ricardo Arana, genannt der Sklave, und Alberto Fernández, ironisch mit „La poeta“ (mit „Dichterling“ übersetzt) tituliert (I, 2). Nur dem flinken und starken Jaguar gelingt es, durch seine Gegenwehr diesem Ritual zu entgehen. Er wird darauf der Führer der Jahrgangsgruppe, Maffia genannt, die sich durch nächtliche Überfälle an den Kadetten der höheren Klassen rächt und ihnen teils schwere Verletzungen zufügt. Als der für ihre Abteilung zuständige Teniente (Unteroffizier) Gamboa davon erfährt, erhalten sie Ausgangssperren und müssen die Maffia-Aktionen beenden.

#### Maffia
In personell kleiner Zusammensetzung, Jaguar, Boa, Rulos und Cava, bleibt jedoch die Maffia bestehen. Sie stehlen unter anderem Uniformen, um sie weiterzuverkaufen, und schmuggeln Alkohol, Zigaretten, verbotene Erotikzeitschriften in die Schule. In Machtkämpfen haben sie eine Führungsrolle erkämpft, sie schikanieren die Klassenkameraden und beschimpfen sie mit Sexualvokabular und Fäkalwörtern. Die Schwächeren können sich oft nur mit Bezahlungen, der Übernahme von Strafpunkten oder Dienstleistungen von den Demütigungen freikaufen. Jaguar hat sich von Anfang an als Chef durchgesetzt und Ricardo Arana muss als Letzter alle bedienen. Alberto hat sich durch seine Schlagfertigkeit und seine schriftstellerische Begabung für das Schreiben von Liebesbriefen für die in diesem Metier wenig geschickten Kameraden und von erotischen „Romänchen“ zur Belustigung der Kadetten einen kleinen Freiraum verschafft. Prügeleien innerhalb und zwischen den Klassen sind an der Tagesordnung und werden aus Korpsgeist vor den Offizieren geheim gehalten, bzw. verschleiert. Die Rivalität wird durch Wettkämpfe bei Sportfesten noch verstärkt und gerät gelegentlich außer Kontrolle. Beim Tauziehen kommt es vor prominentem Publikum (General mit Frau und Botschafter usw.) zu einer Prügelei des 4. und 5. Jahrgangs mit einer Ausgangssperre als Bestrafung.

#### Prüfungsaufgaben
Der Roman beginnt mit der Manipulation einer Semester-Chemieprüfung der Abschlussklasse Albertos (I, 1). Die Taufe und andere Ereignisse aus der Zeit davor, sind als Rückblicke eingeblendet. Die Maffia-Gruppe entscheidet durch ein Würfelspiel, dass Cava nachts in den Kopierraum einbrechen und die Aufgaben abschreiben soll. Diese sollen an die schlecht vorbereiteten Kameraden verkauft werden. Ricardo hat während seines Wachdienstes Cava auf dem Weg zu den Klassenräumen beobachtet und erzählt dies Alberto, dessen Freundschaft er sucht. Alberto will mit Jaguar den Kauf der Aufgaben vereinbaren und bietet, wie gewohnt, als Gegenleistung Geld oder Liebesbriefe an. Da bei dem Einbruch eine Fensterscheibe zerbricht und dadurch die Offiziere gewarnt sein könnten, hat die Maffia Angst vor Entdeckung, ändert ihre Strategie und verrät die Aufgaben nicht vor der Prüfung. Alberto engagiert deshalb Ricardo als „Einsager“ (I, 2). Gegen Ende der Prüfungszeit landet jedoch eine Papierkugel mit Lösungen auf Albertos Tisch. Der aufsichtführende Teniente Gamboa beobachtet dies, konfisziert Albertos Aufgabenblatt und fragt nach dem Absender. Ricardo meldet sich, obwohl er es nicht war, und wird mit Ausgehverbot bestraft. Die Einbrecher werden jedoch nicht ermittelt.

#### Verrat
Ricardo leidet unter der Strafe, denn er hat sich in die 17-jährige Sekretärin Teresa, die bei ihrer Tante in der Nachbarschaft seiner Eltern wohnt, verliebt und sie für das nächste Wochenende ins Kino eingeladen. Alberto überbringt ihr einen Brief Ricardos mit der Entschuldigung, interessiert sich selbst für die Freundin des Freundes, geht mit ihr spontan ins Kino, trifft sich an den nächsten Wochenenden, mit ihr und korrespondiert mit ihr, ohne dies alles Ricardo zu verraten. Anschließend an sein erstes Treffen mit ihr führt er seinen eigentlichen Wochenendplan aus und besucht zum ersten Mal die bei den Kadetten beliebte Prostituierte „Pies Dorados“.
Nach vier Wochen Ausgangssperre und ausbleibenden Antworten Teresas auf seine Briefe ist Ricardo verzweifelt und misstrauisch, da sich Alberto weigert, für ihn Liebesbriefe zu schreiben, sich wenig mitfühlend für seine Leiden zeigt und ihm rät, sich eine andere Freundin zu suchen. Während die anderen Arrestanten sich im Kiosk „La Perlita“ in einer Ecke des Anstaltsgeländes betrinken und mit dem Wirt Paulino pubertäre Sexualspiele treiben (I, 5), denkt Ricardo eifersüchtig an die Rivalen in der Stadt, die mit Teresa ausgehen, und er sucht einen Weg nach draußen, indem er Teniente Huariena verrät, dass Cava vermutlich der Einbrecher war (I, 6). Er weiß, dass dies gegen den Korpsgeist verstößt und er von den Kadetten bestraft werden wird, aber er rechtfertigt vor sich seine Anzeige als Rache für seine Demütigungen durch die Maffia und mit seiner Außenseiterrolle allen, auch Alberto, gegenüber. Cava wird vom Offiziersrat für den Einbruch mit dem Ausschluss aus der Schule und von einer weiteren militärischen Ausbildung bestraft und muss in seine Heimat im Hochland zurückkehren. Die Kadetten sind über die Verurteilung empört und rätseln darüber, wer Cava bei dem Diebstahl beobachtet haben könnte oder wer davon wusste. Nachdem Ricardo nach der Verhaftung plötzlich Ausgang in die Stadt erhält, vermuten einige, dass er der Verräter ist.
Alberto hat die Information Ricardos über seine Freundschaft immer wieder aufgeschoben. Nun ist er besorgt, dass er bei seinem Besuch Teresas die Wahrheit erfährt. Er besticht die Wachen, geht in der Stadt sogleich zu Teresa, die jedoch Ricardo noch nicht gesprochen hat, weil sein Vater darauf bestand, dass er nach so langer Abwesenheit bei seiner Familie bleibt.

#### Feldübung
Bei der letzten Feldübung zwei Monate vor dem Schlussexamen soll Teniente Gamboa mit den Kadetten unter Beobachtung des Capitáns Garrido die Eroberung eines Hügels vor der Stadt demonstrieren. Dabei lösen sich drei hintereinander aufgestellte Reihen im Schießen, Stürmen und Deckung-Suchen ab. Ein Schuss trifft Ricardo im Genick (I, 8). Er wird ins Lazarett transportiert und operiert, stirbt aber nach drei Tagen (Teil II, Kap. 2). Obwohl die Untersuchung der Offiziere vermuten lässt, dass der Schuss von einem Kadetten der hinteren Reihe, versehentlich oder absichtlich, abgegeben wurde, drängt der Coronel, der Leiter der Militärakademie, aus Furcht vor einem öffentlichen Skandal darauf, die Angelegenheit zu vertuschen und als Unfall auszugeben: Ricardo sei auf sein Gewehr gefallen und dabei habe sich der Schuss gelöst.
Durch Ricardos Tod verändert sich die Stimmung der Kadetten. Sie halten die Ehrenwache bei dem aufgebahrten Leichnam in der Kapelle, erleben die Klagen der Mutter und hören die Ansprache des Coronels, der Ricardo als Vorbild lobt, während sie wissen, dass er der bei jeder Gelegenheit gedemütigte Sklave war (II, 2). Vor allem Alberto ist tief betroffen, schreibt keine erotischen „Romänchen“ mehr für die Kameraden, verzichtet auf seine gewohnten schlagfertigen Witzeleien und bricht seine Besuche bei Teresa ab, die ein Ende ihrer Freundschaft ahnt, sich aber auch Gedanken macht über die unsichere Zukunftsperspektive ihrer Beziehung zu Alberto.

#### Anzeige
Alberto macht sich Vorwürfe, dass er sich früher auch an dem Spott über den Sklaven beteiligt und ihm dann später, obwohl sie inzwischen befreundet waren, Teresa ausgespannt hat. Er will den Freund rächen, indem er Teniente Gamboa über die geheimen, den Offizieren verborgenen Machenschaft der Maffia, die Sklavenrolle Ricardos und seinen Verrat des Diebstahls, um Ausgang zu erhalten, informiert (II, 3 und 4). Daraus leitet er Jaguars Rache ab, der bei dem Manöver in der Reihe hinter dem Getöteten gestanden habe. Der pflichtbewusste, stets nach der Dienstvorschrift handelnde Gamboa leitet, trotz Warnung des Capitáns, den Fall an die vorgesetzten Dienststellen weiter und wird am Ende des Schuljahres dafür mit seiner Versetzung nach Juliaca auf der windreichen Hochebene bestraft.

#### Untersuchungen
Gamboa nimmt Alberto in Schutzhaft, inhaftiert Jaguar und verhört ihn, allerdings ohne ein Geständnis zu erhalten (II, 6). Erfolgreicher ist die Durchsuchung der Spinde der Kadetten, in denen Zigaretten, Alkohol, Glücksspiele, pornographische Zeitschriften und auch die erotischen „Romänchen“ Albertos gefunden werden. Gamboas Vorgesetzte, Capitán Garrido und der Coronel, fürchten einen öffentlichen Skandal, der dem Kriegsminister schaden könnte, und wollen eine militärische Untersuchung verhindern. Sie argumentieren, es gebe für Albertos Spekulationen keine Beweise. Garrido behauptet, Ricardo habe Cava nicht verraten und dieser sei mit einer Kugel aus seinem eigenen Gewehr getötet worden. Der Coronel setzt Alberto unter Druck, indem er ihm vorwirft, seine Schriften seien pervers und Beweise seiner Verkommenheit. Er müsste eigentlich von einem Psychiater behandelt werden. Wenn er nicht seine Anzeige zurückziehe und über alles Besprochene absolutes Schweigen bewahre, werde er von der Schule verwiesen. Alberto stimmt verängstigt zu (II, 6). So können er und Jaguar mit dem Examen ihre Ausbildung abschließen.
Die Kadetten beschimpfen Jaguar nach seiner Entlassung aus der Haft als Verräter und beschuldigen ihn, den Offizieren über ihre Alkoholgeschäfte und andere Machenschaften informiert zu haben und für das Strafexerzieren und die Ausgangssperren verantwortlich zu sein (II, 8). Jaguar verheimlicht ihnen gegenüber, dass Alberto ihre Geschäfte aufgedeckt hat. Er ist enttäuscht über die Undankbarkeit der Kadetten, die er bei der „Taufe“ vor den anderen Klassen geschützt hat, und lehnt ein Freundschaftsangebot Albertos ab. Am Ende des Schuljahres erklärt er sich Gamboa: Verrat sei für ihn das schlimmste Vergehen und er habe deshalb Ricardo erschossen. Er bietet Gamboa an, ein Geständnis abzulegen. Der Teniente könne dadurch rehabilitiert werden und in Lima bleiben. Doch dieser lehnt ab. Die Akte sei auf Anweisung seiner Vorgesetzten geschlossen worden (II, 8).

### Epilog
Im Epilog wird das Leben Albertos und Jaguars nach dem Examen skizziert. Sie sind wieder in ihre sozialen Milieus zurückgekehrt. Nach einer Erholungspause geht Alberto zum Studium in die USA. Er will Ingenieur werden und in der Firma seines Vaters arbeiten und verlobt sich mit der schönen Marcella. Jaguar arbeitet als Bankangestellter in Lima und heiratet Teresa.

## Form
Der im Allgemeinen im realistischen Stil verfasste Roman besteht aus zwei Teilen mit je 8 Kapiteln und einem Epilog. Die Haupthandlung handelt vom Abschlussjahr der Kadetten einer Militärakademie. Llosa verwendet keine einheitliche Erzählperspektive, sondern erzählt polyperspektivisch:
- Ein neutraler Erzähler beschreibt distanziert Situationen, Lokalitäten, den Tagesablauf, die Feldübung, die Trauerfeier usw.
- Handlungen und die Dialoge der Personen werden teils in Personaler Form, d. h. in der Er-Form aus dem Blickwinkel einzelner Personen, z. B. Albert (I, 2: Morgenappell, Chemieklausur, I, 6: Romänchen, II, 7: Krankenrevier, II, 8: Schlafraum), Cavas (I, 1: Diebstahl), Gamboa (I, 8: Erinnerungen an seine Ausbildung, II, 5: Verhör, II, 6: Brief), oder
- in der Ich-Form dargestellt, wobei die Person oft nur durch Andeutungen zu erkennen ist, z. B.: Boa (I, 3: Tauziehen, II, 3: Malpapeada, II, 4: Reflexionen in der Laube, II, 5: Durchsuchung).
- Für die Verbindung der verschiedenen Zeitebenen verwendet der Autor eine Art Montagetechnik: In die Haupthandlung werden, teilweise in der Er-, teilweise in der Ich-Form, die Familien- und Kindheitsgeschichten Albertos, Jaguars, Ricardos, und Teresas in verschiedenen Teilstücken, die der Leser zu einem Mosaikbild zusammensetzen muss, eingeblendet. Eine der Geschichten kann erst im letzten Abschnitt, im Epilog, Jaguar durch die Nennung seines Namens zugeordnet werden.
- Die Ich-Erzählungen sind durchdrungen von inneren Monologen bzw. langen Bewusstseinstrom-Passagen.

Die Verschmelzung von Episoden aus verschiedenen Zeiten und Orten innerhalb einer Erzählung, um daraus eine neue Erfahrung gegenüber der traditionellen Sortierung zu gewinnen, wobei der Leser manchmal den chronologischen und personalen Zusammenhang aus dem Blick verliert, weil die Identität einer Figur im Kollektiv verschwindet, wird auch als „técnica de los vasos comunicantes“, als „Technik der kommunizierenden Gefäße“, bezeichnet.
Die Polyperspektive in nicht-linearer Anordnung könnte von William Faulkners Roman Licht im August beeinflusst sein.

## Rezeption
Das in viele Sprachen übersetzte Buch ist ein großer Publikumserfolg und wird mit dem Premio Biblioteca Breve 1962 für den besten unveröffentlichten Roman und dem Premio de la Crítica Española 1963 ausgezeichnet. Die spanische Zeitung El Mundo setzt Die Stadt und die Hunde auf die Liste der 100 besten spanischsprachigen Romane des 20. Jahrhunderts.
Von der internationalen Literaturkritik wird Llosas erster Roman wegen seiner Originalität und Thematik als Hauptwerk lateinamerikanischer Literatur gefeiert. Für Carlos Fuentes ist Die Stadt und die Hunde „der außergewöhnlichste Entwicklungsroman, der in Lateinamerika geschrieben wurde, ein Roman von radikaler Modernität.“ Der Autor zeige, „wie Musil in Törleß, dass der Faschismus ein verhängnisvolles, verführerisches Moment der Jugend ist“. Nach Lenzen zeigt der Autor, wie das Aufbegehren der Protagonisten gegen bestehende Machtverhältnisse scheitert. Für Scheerer ist Ricardo ein Beispiel dafür, wie die Gesellschaft ein nonkonformes Mitglied auf die brutalste Art ausstößt.
Neben der Thematik würdigen die Rezensenten die avantgardistische Technik der „kommunizierenden Gefäße“, die Llosa mit großer Meisterschaft eingesetzt habe, um Situationen, die sich zu verschiedenen Zeiten oder an verschiedenen Orten ereignen, innerhalb einer Erzählung zu verschmelzen und daraus neue Erfahrungen entstehen zu lassen.
In Peru löste der Roman eine Diskussion über Militärschulen aus. Nach Meinung hochrangiger Militärs ist der Roman ein Angriff auf die Armee. Mitglieder der Leonciopradina-Gemeinschaft kritisierten, das Werk verunglimpfe wegen der Schilderung der bestialischen Sexualpraktiken der Kadetten ihre bis dahin angesehene Bildungseinrichtung. General José Carlos Marín, einer der Gründer des Kollegs, sah in Llosas Werk „ein Instrument, mit dem die bewaffneten Institutionen angegriffen werden, eine typische Taktik des Kommunismus“. Andere Generäle nannten Vargas Llosa einen „degenerierten Geist“ und beschuldigten ihn, von Ecuador bezahlt worden zu sein, um das Ansehen der peruanischen Armee zu untergraben. Llosa erzählte in einem Interview, das Buch sei während einer Sühnezeremonie verbrannt worden. Hundert Exemplare seien in Rauch aufgegangen: „Da das Buch aber nicht verboten wurde, wurde es schnell sehr populär, sehr zu meiner Überraschung und der meines Verlegers“.
Durch die Diskussionen und die legendäre Bücherverbrennung wurde das Interesse der Öffentlichkeit an der Authentizität der Erzählung und an den autobiographischen Bezügen und realen Vorlagen für die Romanfiguren Jaguar, Ricardo und Teresa geweckt. Vargas Llosa, der von 1950 bis 1952 die Anstalt besuchte, gesteht, die Figur des „El Poeta“ Alberto trage eigene Züge. Er sei Kadett geworden, weil sein Vater keinen Dichter in der Familie haben wollte. Wehmütig beobachte er, wie die Heranwachsenden durch die Gesellschaft zu Kompromissen genötigt würden.
Im Zusammenhang mit der Interpretation wurde die Deutungshoheit des Autors über sein Werk erörtert. Auslöser ist die Frage, ob Jaguar, der am Ende des Romans die Verantwortung für die Tötung Ricardo Aranas übernimmt, wirklich der Täter ist, wie der Autor nach der Publikation des Romans erklärte. Vargas Llosa revidierte später seine Aussage nach einer Diskussion mit einem französischen Kritiker im Mexiko, der ihm widersprach: „Für den Jaguar war der Verlust der Führung eine unendlich größere Tragödie, als Krimineller angesehen zu werden.“ Vargas Llosa ließ sich von der Argumentation überzeugen: „Ein Schriftsteller hat nicht das letzte Wort über das, was er schreibt. Ich halte es für einen großen Fehler, einen Autor zu fragen, wie dieses oder jenes aussieht“.

## Verfilmung
Lombardis gleichnamiger Film kam am 18. Juni 1985 in Peru zur Aufführung. Premieren in Argentinien, Kanada, New York City, Ungarn und Frankreich folgten bis 1990. Juan Manuel Ochoa spielte den Jaguar, Liliana Navarro die Teresa, Pablo Serra den Alberto, Eduardo Adrianzén den Ricardo und Gustavo Bueno den Leutnant Gamboa. Vargas Llosa hatte zusammen mit José Watanabe am Drehbuch gearbeitet.
Eine weitere Verfilmung erschien 1986 unter dem Titel Der Jaguar (Russisch: Ягуар, Produktion: Mosfilm) in der UdSSR unter der Regie des chilenischen Regisseurs Sebastian Alarcón.

### Verwendete Ausgabe
- Die Stadt und die Hunde. Roman. Aus dem Spanischen übertragen von Wolfgang A. Luchting. Suhrkamp, Frankfurt am Main 1980 (1. Taschenbuch-Aufl.). Übersetzung 1966 bei Rowohlt, Reinbek bei Hamburg, ISBN 3-518-37122-3

### Sekundärliteratur
- Thomas M. Scheerer: Mario Vargas Llosa. Leben und Werk. Suhrkamp, Frankfurt am Main 1991, ISBN 3-518-38289-6
- Norbert Lentzen: Literatur und Gesellschaft: Studien zum Verhältnis zwischen Realität und Fiktion in den Romanen Mario Vargas Llosas. Romanistischer Verlag, Bonn 1994 (Diss. RWTH Aachen 1994), ISBN 3-86143-053-3